# Henri Barboux
Henri Barboux (* 24. September 1834 in Châteauroux; † 25. April 1910 in Paris) war ein französischer Rechtsanwalt und Mitglied der Académie française.

## Leben
Henri Martin Barboux, dessen Vater einen juristischen Beruf (Avoué) hatte, besuchte das Gymnasium in Orléans. Als 1852 die Berufswahl anstand, verzichtete er auf die École polytechnique und die damit verbundene Beamtenlaufbahn, weil das Zweite Kaiserreich seinen Vater für Monate interniert hatte und er Napoléon III. nicht dienen wollte. Er studierte Rechtswissenschaft, wurde 1859 Rechtsanwalt und 1880 Bâtonnier (Vorsitzender der Rechtsanwaltskammer) in Paris. Seine Beredsamkeit als prominenter Staranwalt von Sarah Bernhardt, Ferdinand de Lesseps (im Panamaskandal) und anderen brachte ihm 1907 den Sitz Nr. 28 der Académie française ein.
Ab 1889 leitete er die Union libérale républicaine, eine liberal-konservative politische Organisation, die Minister mehrerer Regierungen stellte.
Er starb 1910 im Alter von 76 Jahren und wurde auf dem Cimetière Montparnasse beigesetzt. In Paris und Châteauroux sind Straßen nach ihm benannt.

## Werke
- (Hrsg.) Jurisprudence du Conseil des prises pendant la guerre de 1870–1871. H. Sotheran, J. Baer et Cie, Paris 1871.
- Discours et plaidoyers. 2 Bde. A. Rousseau, Paris 1894.